# 艾瑞咨询
艾瑞市場咨询股份有限公司（i-research）是中國知名的市场調查暨顧問公司，由杨伟庆于上海市創立，是中國早期涉及互联网市場調查的市場顧問機構，已经累计發行大約3,001份市場調查的报告書，在北京市、广州市、深圳市、杭州市、成都市、南京市都有其子公司。

## 历史
- 2002年12月，华东理工大学化學系毕业的杨伟庆在上海市成立艾瑞市場諮詢股份有限公司（艾瑞諮詢，i-research）。
- 2003年，发佈網路广告监测分析平台。
- 2006年，推出PC用户行为数据平台。
- 2007年9月28日，分众传媒出資1,000萬元美元想收购艾瑞市場諮詢公司，當時楊偉慶也有在做CV，他心裡想：「賣掉一個，做另一個，也可以呀。」而售出艾瑞市場諮詢公司。[1]
- 2012年，推出移动用户行为数据平台。
- 2013年，推出用户行为大数据平台。
- 2015年，花費8年光陰，以7、8倍左右的價格陸續買回艾瑞市場諮詢公司的股票，最後把經營權收購回來；並建立境外研究中心和艾瑞资本。[2]

2018年9月，媒体报道艾瑞咨询多名高管失联，其中包括董事长杨伟庆、CTO郝欣诚等。随后公司称“目前公司个别管理人员应相关部门要求协助调查”、“目前公司运营一切正常”。
2022年1月，中國的亞信企業收購艾瑞市場諮詢股份有限公司的股票，持有94.23％的份額，而董事長暨執行長楊偉慶持有5.77％的份額，繼續掌管艾瑞諮詢。

## 奖项
推出金瑞奖 (I-Research Awards)，奖励对網路產業有贡献的網路公司。